# Ленінець (Волгоградська область)
Ленінець (рос. Ленинец) — селище у Ніколаєвському районі Волгоградської області Російської Федерації.
Населення становить 56 осіб. Входить до складу муніципального утворення Ільїчевське сільське поселення.

## Історія
Селище розташоване у межах українського історичного та культурного регіону Жовтий Клин.
Згідно із законом від 14 лютого 2005 року № 1006-ОД органом місцевого самоврядування є Ільїчевське сільське поселення.

## Населення
| 2010 |
| ---- |
| 56   |